# Uraiújfalu
Uraiújfalu község a Nyugat-Dunántúli régióban, Vas vármegyében, a Sárvári járásban.

## Fekvése
A Nyugat-magyarországi peremvidéken, a Sopron-Vasi-síkság közepén, a Rába bal oldalán, a Kőris-patak mellett fekszik. A vármegye északi részén található, a megyeszékhely, Szombathely körülbelül 35, a legközelebbi város, Répcelak mintegy 7 kilométerre található.
A szomszédos települések: északkelet felől Nick, kelet felől Csönge, délkelet felől Ostffyasszonyfa, dél felől Jákfa, nyugat felől Vasegerszeg, északnyugat felől pedig Vámoscsalád. Közigazgatási területe kelet felől egy rövid szakaszon érintkezik még a fentieken túlmenően Kenyeri határszélével is.

### Megközelítése
Közúton több irányból is kényelmesen megközelíthető, de az ország távolabbi részei felől a legfontosabb közúti megközelítési útvonalai a 86-os főút, illetve az M86-os autóút: mindkettőről Répcelak déli részén kell letérni a 8447-es útra, amelyen Nick érintésével érhető el. Szombathely irányából Vasegerszegnél érdemes letérni a 86-osról, onnan a 8448-as út vezet a faluba. Vámoscsaláddal a 8449-es út köti össze.
Déli irányból, a 84-es főút felől Rábapatynál kell letérni ugyancsak a 8447-es útra, ebben az irányban Jákfán keresztül érhető el a község, Celldömölkről pedig, Ostffyasszonyfán keresztül a 8452-es úton közelíthető meg.
A közúti tömegközlekedést a Volánbusz autóbuszai biztosítják.
Vasútvonal nem vezet át a településen. A legközelebbi vasúti csatlakozási lehetőséget Vasegerszeg megállóhely kínálja, a MÁV 16-os számú Hegyeshalom–Porpác-vasútvonalán, mintegy 5 kilométerre nyugatra.

## Története
Három településből alakult ki: Uraj, Újfalu és Szentivánfa községekből.
Uraj első írásos említése 1221-ből származik. Ekkor a Ják nemzetség birtoka volt.
Szentivánfa első említése 1342-ből származik, Szentivánfalva néven. Ez a település is a Jákok birtoka volt. A 17. század végétől a második világháború végéig a Bezerédj család birtoka volt.
1969. július 1-én Uraiújfalu és Szentivánfa egyesültek Uraiújfalu község néven.

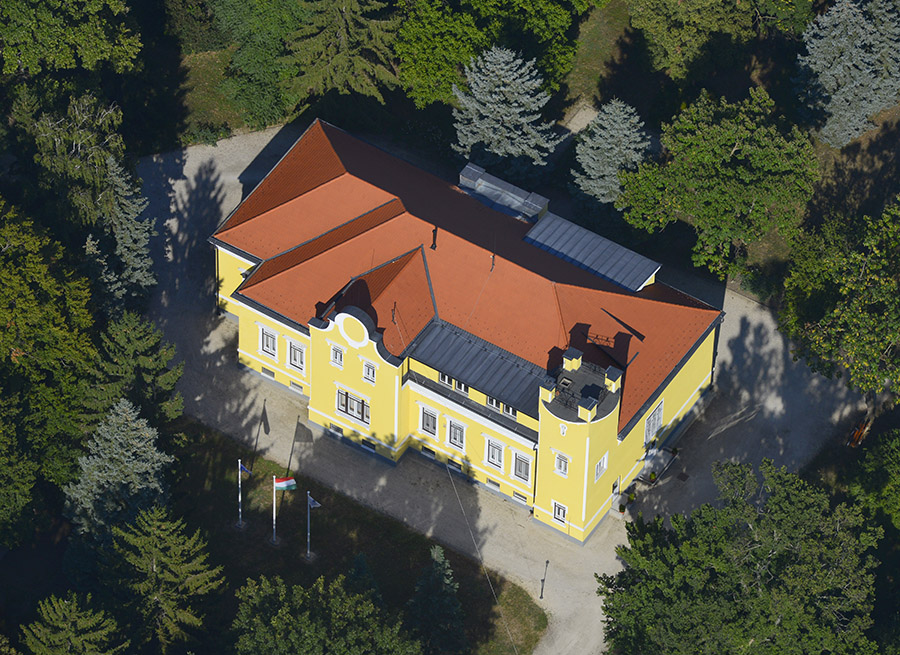
Uraiújfalu, Ajkay-kastely légi fotón

## Közélete

### Polgármesterei
- 1990–1994: Varga Csaba (független)[5]
- 1994–1998: Varga Csaba (független)[6]
- 1998–2001: Farkasné dr. Simon Erika (független)[7]
- 2001–2002: Vargyai Vilmos (független)[8][9]
- 2002–2006: Vargyai Vilmos (független)[10]
- 2006–2010: Vargyai Vilmos (független)[11]
- 2010–2014: Vargyai Vilmos (független)[12]
- 2014–2019: Vargyai Vilmos (független)[13]
- 2019–2024: Keszeiné Jancsó Marietta (független)[14]
- 2024– : Keszeiné Jancsó Marietta (független)[3]

A településen 2001. június 17-én időközi polgármester-választást (és képviselő-testületi választást) tartottak, az előző képviselő-testület önfeloszlatása miatt.

## Népesség
2001-ben a lakosok csaknem 100%-a magyarnak vallotta magát (ezen belül néhányan német, illetve szlovén nemzetiségűnek).
A 2011-es népszámlálás során a lakosok 85,1%-a magyarnak, 1,8% németnek, 0,9% cigánynak, 0,2% szlovénnek, 0,2% románnak mondta magát (14,7% nem nyilatkozott; a kettős identitások miatt a végösszeg nagyobb lehet 100%-nál).
2022-ben a lakosság 91,6%-a vallotta magát magyarnak, 1,7% németnek, 1,3% cigánynak, 1% ukránnak, 0,5% szerbnek, 0,4% szlovénnek, 0,1% románnak, 0,1% örménynek, 0,1% szlováknak, 3,4% egyéb, nem hazai nemzetiségűnek (4,9% nem nyilatkozott; a kettős identitások miatt a végösszeg nagyobb lehet 100%-nál). Vallásuk szerint 35,2% volt római katolikus, 22,8% evangélikus, 1,4% református, 0,1% görög katolikus, 0,6% egyéb keresztény, 1,7% egyéb katolikus, 5,6% felekezeten kívüli (32,6% nem válaszolt).
- 1990: 1016 fő
- 2001: 952 fő
- 2009: 869 fő

| Lakosok száma | 876  | 872  | 849  | 847  | 835  | 831  | 830  |
|               | 2013 | 2014 | 2015 | 2021 | 2022 | 2023 | 2024 |

## Vallás
A 2001-es népszámlálás adatai alapján a lakosság kb. 59,5%-a római katolikus, kb. 32,5%-a evangélikus és kb. 2%-a református felekezetű keresztény. Nem tartozik egyetlen egyházhoz vagy felekezethez sem, illetve nem válaszolt kb. 6%.
2011-ben a vallási megoszlás a következő volt: római katolikus 46,5%, református 0,9%, evangélikus 25,5%, görögkatolikus 0,2%, felekezet nélküli 3,5% (23,1% nem nyilatkozott).

### Római katolikus egyház
A Szombathelyi egyházmegye (püspökség) Sárvári Esperesi Kerületében lévő Répcelaki plébániához tartozik, mint filia. Római katolikus templomának titulusa: Jézus Szíve.

### Református egyház
A Dunántúli Református Egyházkerület (püspökség) Őrségi Református Egyházmegyéjébe (esperesség) tartozik. Nem önálló egyházközség, csak szórvány.

### Evangélikus egyház
Újfalu a 18. századtól a környék evangélikus központja volt. A Nyugati (Dunántúli) evangélikus egyházkerület Vasi Egyházmegyéjébe tartozik, mint önálló evangélikus egyházközség. Szórványként az egyházközséghez tartoznak Hegyfalu, Jákfa, Pósfa, Vámoscsalád, Vasegerszeg és Zsédeny evangélikus felekezetű lakosai is.

## Természeti értékek
- Rába folyó és árterülete.
- A település határában lévő 4 hektáros, kb. 100-150 éves éves kocsányos tölgyes 1978 óta védett.

## Nevezetességei
- Evangélikus templom: 1784-ben épült, barokk stílusban.
- Nagy-kúria (Ajkay-kastély): 1790 körül épült, késő barokk stílusban. Később (a 19. század második felében) romantikus stílusban átépítették. 1977-1980 között felújították.[19]
- Római katolikus (Jézus Szíve-) templom.
- Hősi emlékmű.
- Emlékoszlop.
- Szelestey-ház.[20]
- Fígedy-ház.
- Hetyéssy-kastély.
- Bezerédy-kastély
- Koltai Vidos-kúria: 1810 körül építtette VI. Vidos János. Földszintes, L alaprajzú épület. Jelenleg kultúrház.
- Millenniumi kereszt.
- Szentivánfai római katolikus (Keresztelő Szent János-) templom: Eredetileg a 14. században épült, gótikus stílusban. Később (1770 körül) barokk stílusban átépítették. Oltárképét idősebb Dorfmeister István festette.

## Sport

### Teke
A településnek 2 csapata is van:
- Az Urai Rézkakas Teke Club 2006-ban alakult. A megyei I. osztályban szerepel.
- Az Uraiújfalu SE eredetileg 1995-ben alakult, 2008-ig többféle néven (MEDOSZ, TETRA Teke Club) indult a különböző bajnokságokban. Jelenleg az NB II-ben szerepel. Eredményei:
  - 1995/96: megye I. o.
  - 2000/01: megye I. o.: 4.
  - 2001/02: megye I. o.: 1.
  - 2002/03: NB III.: 1.
  - 2003/04: NB II.: 4.
  - 2004/05: NB II.: 5.
  - 2005/06: NB II.: 5.
  - 2006/07: NB II.: 3.
  - 2007/08: NB II.: 2.
  - 2008/09: NB II.: 6.

### Labdarúgás
A szakosztály 1952-ben alakult, és 1983 óta indul a különböző bajnokságokban. A megyei I. és II. osztály között "ingázik".

### Kézilabda
Az amatőr női klub 2001-ben alakult.

## Civil szervezetek
- Polgárőrség
- Uraiújfaluért Egyesület

## Híres emberek
- Itt született

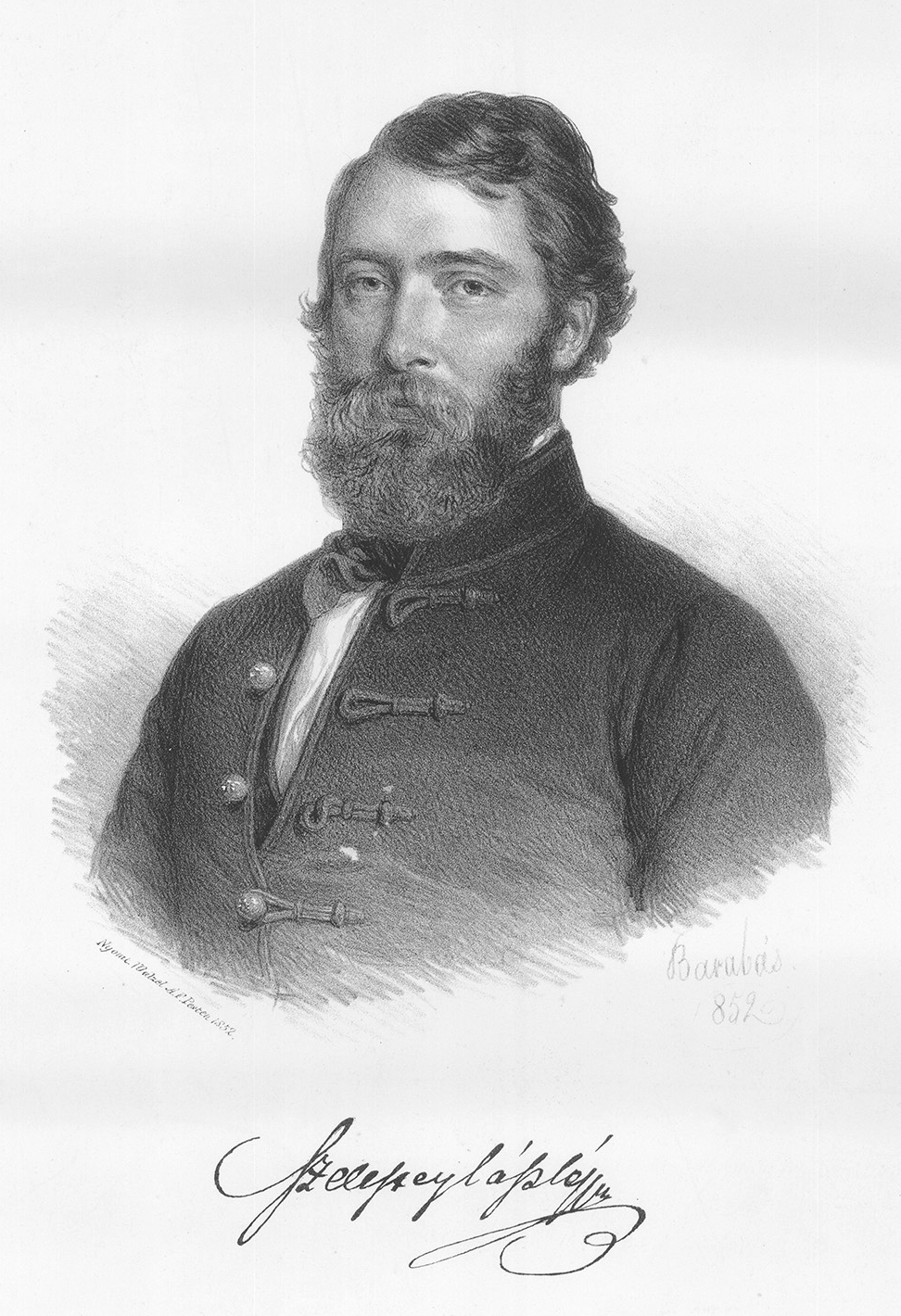
Szelestey László költő

  - Balogh-fivérek, azaz Balogh Károly és Balogh Kálmán géplakatosok, akik 1923-ban szabadalmaztatták az összecsukható esernyőt.
  - Bencze József (1893-1970) orvos, orvostörténész, az MTA Orvostörténeti Bizottságának a tagja, a Magyar Orvostörténeti Társaság első elnöke,
  - Bezerédj Amália (1804-1837) írónő,
  - Szelestey László költő, ügyvéd, tanfelügyelő, királyi tanácsos, országgyűlési képviselő.
  - Figedy-Fichtner Sándor (1878-1945) őrnagy, magyar királyi törzskarnagy, katonai zeneszerző, karmester, a Szegedi Filharmóniai Társaság megalapítója[21]
  - Nagy István (1879-1965) mesemondó, a népművészet mestere.
- Itt hunyt el
  - Szilágyi Arthur (1876–1954) fényképész
- Itt nyugszik
  - Tóthfalusi Tóth Benedek (1825–1883) jogász, ügyvéd, 1848-as főhadnagy, a Torna megyei Honvédegylet tagja, földbirtokos.
  - Döbrentey Lajos evangélikus szuperintendens.
  - Döbrentey Gábor, az Erdélyi Múzeum létrehozója, a Nemzeti Színház igazgatója.